# FIFA 09
FIFA 09 är ett fotbollsspel från Electronic Arts. Spelet är framtaget av EA Kanada och släpptes i Sverige den 3 oktober 2008 för Europa och den 14 oktober 2008 Nordamerika . Demoversionen för PlayStation 3 och Xbox 360 släpptes den 11 september och för Windows den 12 september. Det finns en skillnad mellan PS3 och Xbox 360:s versioner - Playstation 3-demot äger rum på "FIWC Stadium", medan Xbox 360-versionen innehåller nya Wembley stadion. 
Olika versioner av överdrag för FIFA 09 har sett dagens ljus: Nordamerikanska versionen innehåller Ronaldinho, Guillermo Ochoa och Maurice Edu, tyska Kevin Kuranyi och Ronaldinho, brittiska Ronaldinho och Wayne Rooney och franska Franck Ribery, Karim Benzema och Ronaldinho.

## Ligor och lag
I FIFA 09 finns över 500 lag och 30 ligor, såväl som runt 40 landslag. Det är samma antal som i FIFA 08. 

### Ligor
- A-League
- Jupiler League
- Campeonato Brasileiro
- Superligaen
- Premier League
- The Championship
- League One
- League Two
- Ligue 1
- Ligue 2
- FAI Eircom League
- Serie A
- Serie B
- Primera División de México
- Eredivisie
- Tippeligaen
- Orange Ekstraklasa
- Liga Portuguesa
- SPL
- La Liga
- Segunda División
- Allsvenskan
- Axpo Super League
- K-League
- Gambrinus liga
- Turkcell Super League
- Bundesliga
- 2. Bundesliga
- Major League Soccer
- Österrikiska Bundesliga

### Övriga världen
Lag vars ligor inte finns representerade i spelet.
- AEK Aten
- Boca Juniors
- Corinthians
- FC Lausanne
- FC St. Gallen
- Fortaleza
- Juventude
- Kaizer Chiefs
- Olympiakos
- Orlando Pirates
- Panathinaikos
- PAOK
- Paraná
- Ponte Preta
- River Plate
- Sao Caetano
- Servette FC
- Zagłębie Lubin

### Landslag
- Argentina
- Australien
- Belgien
- Brasilien
- Bulgarien
- Danmark
- Ecuador
- England
- Finland
- Frankrike
- Grekland
- Irland
- Italien
- Kamerun
- Kina
- Kroatien
- Mexiko
- Nederländerna
- Nya Zeeland
- Nordirland
- Norge
- Paraguay
- Polen
- Portugal
- Rumänien
- Ryssland
- Schweiz
- Skottland
- Slovenien
- Spanien
- Sydafrika
- Sverige
- Sydkorea
- Tjeckien
- Turkiet
- Tyskland
- Ukraina
- Ungern
- USA
- Uruguay
- Österrike

## Soundtrack
De fullständiga soundtracken till FIFA 09 släpptes av EA Sports den aug 14,2008. Det blir 42 låtar från 21 olika länder .
- Britney Spears - If U Seek Amy
- Caesar Palace - 1ne
- Chromeo - Bonafied Lovin' (Yuksek Remix)
- Cansei de Ser Sexy - Jager Yoga
- Curumin - Margrela
- Cut Copy - Lights and Music
- Damian "Jr. Gong" Marley - Something for you (Loaf of bread)
- Datarock - True Stories
- DJ Bitman - Me Gustan
- Duffy - Mercy
- Foals - Olympic Airways
- Gonzales - Working Together (Boys Noize remix)
- Hot Chip - Ready For The Floor (Soulwax remix)
- Jakobinarina - I'm a Villain
- Junkie XL - Mad Pursuit
- Jupiter One - Platform Moon
- Kasabian - Fast fuse
- Ladytron - Runaway
- Lykke Li - I'm Good I'm Gone
- Macaco - Movin'
- MGMT - Kids
- My Federation - What Gods are these
- Najwajean - Drive Me
- Plastilina Mosh - Let U Know
- Radiopilot - Fahrrad
- Reverend and the Makers - Open Your Window
- Sam Sparro - Black and Gold
- Señor Flavio - Lo Mejor Del Mundo
- Soprano - Victory
- The Airborne Toxic Event - Gasoline
- The Black Kids - I'm Not Gonna Teach Your Boyfriend How To Dance With You (The Twelves Remix)
- The Bloody Beetroots - Butter
- The Fratellis - Tell Me A Lie
- The Heavy - That Kind Of Man
- The Kissaway Trail - 61
- The Kooks - Always Where I Need To Be
- The Pinker Tones - The Whistling Song
- The Script - The End Where I Begin
- The Ting Tings - Keep Your Head
- The Veronicas - Untouched
- The Whip - Muzzle #1
- Tom Jones - Feels Like Music (Junkie XL Remix)
- Ungdomskulen - Modern Drummer

## Plattformsskillnader
Wii
I Wii-versionen av spelet som heter FIFA 09 All-Play och som lanserades under EA Sports "nya All-Play varumärke exklusiva för plattformen . Även om Wii kommer att ha en normal 11 vs 11 fotbollsmatch som de andra konsoler, en ny funktion kommer att införas, kallad "Footii Match", som är en 8 vs 8 fotbollsmatch. Syftet med denna funktion är att besegra vissa grupper från hela världen och låsa upp deras "superstar team captain". Den här funktionen är bara att vara på Wii-konsolen. För första gången på Wii, FIFA'09 kommer att omfatta manager-läge finns i det tidigare Windowsversioner av spelet. 
DS och PSP
PSP och Nintendo DS-versionen kommer innehålla Be-a-Pro-läge för första gången.
PS3
Det PS3-exklusiva spel-läget är en inbyggd FIFA Interactive World Cup. Detta gör det möjligt för spelare att följa deras framsteg och spela spel genom spelet snarare än att vara så internet beroende . Det bekräftades även att Fifa 09 till PS3 kommer att vara ett av de kommande spel som stödjer rumble med DualShock 3.